# 沃奇基夫齊
49°34′20″N 26°13′0″E / 49.57222°N 26.21667°E

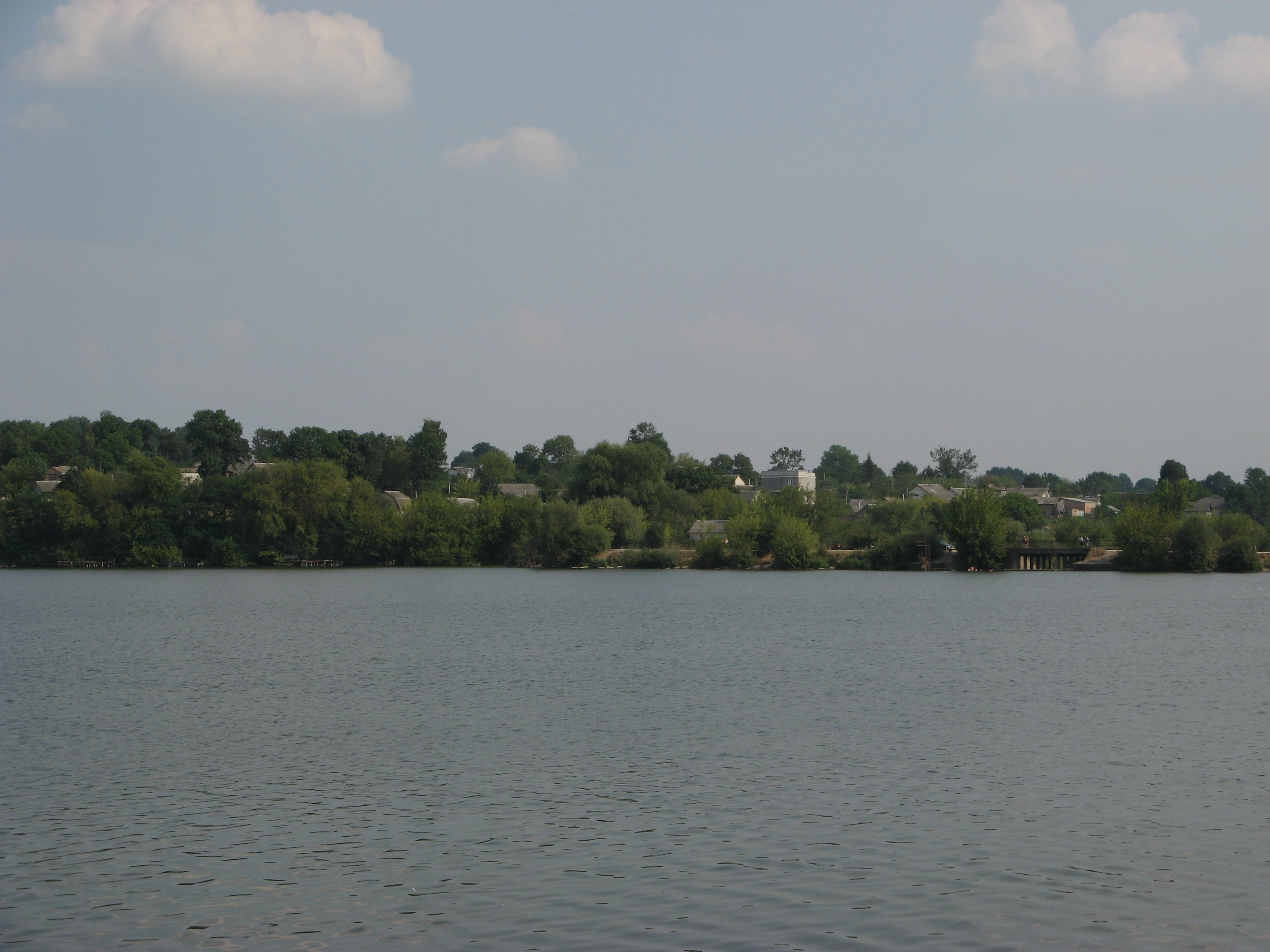

沃奇基夫齊（烏克蘭語：Вочківці）是位於烏克蘭西部的村莊，由赫梅利尼茨基州裡赫梅利尼茨基區的沃洛奇斯克市鎮負責管轄。該村始建於1500年，面積1.14平方公里，海拔高度283米，2001年人口463，人口密度每平方公里406.1人。